# Giro del Veneto 1934
Il Giro del Veneto 1934, dodicesima edizione della corsa, si svolse il 30 settembre 1934 su un percorso di 280 km. Fu vinto dall'italiano Aldo Canazza, alla terza affermazione consecutiva, che completò il percorso in 9h33'00" precedendo i connazionali Raffaele Di Paco e Pietro Rimoldi. Conclusero la prova 28 dei 50 ciclisti al via.
Organizzato dall'U.C. Trevigiani, fu valido come settima e ultima prova del Campionato italiano 1934.

## Percorso
Partito da Treviso, il percorso si avviò verso le Alpi transitando per Montebelluna (km 21), Maser, Asolo, Crespano, Bassano del Grappa (km 65) e Primolano (km 83). Qui si affrontò lo strappo delle "scale" per giungere, via Arsiè, a Fonzaso, località oltre la quale ebbe inizio la salita al Passo Croce d'Aune; seguì la discesa a Feltre, un tratto di saliscendi via Valdobbiadene e la salita al Passo di Sant'Ubaldo, con seguente discesa a Belluno. Gli ultimi 70 km, senza ulteriori asperità, portarono i ciclisti, via Ponte nelle Alpi, Vittorio Veneto e Conegliano, a Treviso, sede del traguardo.

## Ordine d'arrivo (Top 10)
| Pos. | Corridore            | Squadra              | Tempo    |
| ---- | -------------------- | -------------------- | -------- |
| 1    | Aldo Canazza         | Gloria               | 9h14'00" |
| 2    | Raffaele Di Paco     | Bianchi              | s.t.     |
| 3    | Pietro Rimoldi       | Bianchi              | s.t.     |
| 4    | Antonio Andretta     | Legnano              | s.t.     |
| 5    | Bernardo Rogora      | Gloria               | s.t.     |
| 6    | Attilio Masarati     | Ganna                | s.t.     |
| 7    | Giuseppe Martano     | Fréjus               | s.t.     |
| 8    | 13 ciclisti ex aequo | 13 ciclisti ex aequo | s.t.     |